# Безумный Макс 2: Воин дороги
«Безу́мный Макс 2: Во́ин доро́ги» (англ. Mad Max 2: The Road Warrior) — австралийский постапокалиптический боевик 1981 года режиссёра Джорджа Миллера. Продолжение фильма «Безумный Макс» (1979).

## Сюжет
Фильм начинается с повествования о цепи событий, случившихся через несколько лет после первого фильма, когда в тоталитарном и коррумпированном обществе одно за другим назревают восстания, и в условиях военной обстановки власти вынуждены создать специальные полицейские силы для усмирения преступных банд, разгуливающих по Австралии. Не осталось организованного правительства, в стране царит хаос, а Макс Рокатански, бывший офицер полиции, стал кочевником.
Он встречает главного героя второго плана — инфантильного изобретателя, создавшего оригинальный автожир. Изобретатель, которого Рокатански бессовестно эксплуатирует, показывает Максу небольшую общину у одинокой нефтяной вышки, осаждаемую бандой кровожадных бандитов, стремящихся завладеть бесценным бензином. Поначалу Макс ищет выгоду только для себя, желая получить бензин и не собираясь брать на себя проблемы общины — он помогает найти тягач для транспортировки бензина и получает назад свою машину с топливом. Но потом теряет свой автомобиль и собаку в попытке покинуть город, и его, израненного, спасает капитан автожира, после чего он принимает решение помочь людям, вызываясь повести тягач с топливом.
Кульминацией фильма является яростная погоня бандитов за тягачом, во время которой Максу самоотверженно помогают жители общины и изобретатель, постепенно становящийся героем в глазах людей. В конце героического боя Макс, врезавшись в автомашину лорда Гумунгуса, теряет управление над тягачом и терпит аварию. Он обнаруживает, что цистерна танкера наполнена не бензином, а песком. Израненный, смертельно уставший, он остаётся ни с чем; а преследователи, поняв, что бензина нет, теряют интерес к цистерне и уезжают.
Изобретатель, доехав до места крушения на автожире по земле, забирает Макса и дикого мальчика к месту встречи с остальными беглецами. Жители поселения, воспользовавшись переполохом, живыми и невредимыми спасаются бегством вместе с бесценным бензином, который был разлит в бочки, — чтобы впоследствии основать новое поселение.
Сквозь весь сюжет проходит фигура одичавшего маленького мальчика, который неоднократно помогает Максу и впоследствии оказывается рассказчиком всей этой истории.

## В ролях
| Актёр                   | Роль              |
| ----------------------- | ----------------- |
| Мэл Гибсон              | Макс Рокатански   |
| Брюс Спенс              | капитан автожира  |
| Майкл Престон           | Паппагалло        |
| Макс Фиппс              | Жаба              |
| Вернон Уэллс            | Вез               |
| Кьелл Нильсон           | лорд Гумунгус     |
| Эмиль Минти             | Одичавший ребёнок |
| Вирджиния Хей           | женщина-воин      |
| Уильям Заппа            | Зетта             |
| Арки Уайтли             | девушка капитана  |
| Стив Спирс              | механик           |
| Мойра Кло (Moira Claux) | Большая Ребекка   |
| Дэвид Даунер            | Натан             |
| Харольд Бэйджент        | Рассказчик        |

## Производство
После выхода «Безумного Макса» режиссёр Джордж Миллер получил ряд предложений, в том числе снять «Рэмбо: Первая кровь», но вместо этого он решил разработать рок-н-ролльный фильм с рабочим названием «Роксанна». Миллер и Терри Хейз объединились в Лос-Анджелесе, чтобы написать «Роксанну», но в конечном итоге работу над сценарием отложили. Затем Миллер был заинтригован идеей вернуться в мир Безумного Макса, так как больший бюджет позволил бы ему быть более амбициозным. Он сказал: 
«Создание „Безумного Макса“ было для меня очень неприятным опытом. У меня не было абсолютно никакого контроля над конечным продуктом, но было сильное желание сделать продолжение. Я чувствовал, что мы могли бы лучше справиться со вторым фильмом».
 Вдохновленный «Тысячеликим героем» Джозефа Кэмпбелла и работами Карла Юнга, а также фильмами Акиры Куросавы, Миллер нанял Хейза, чтобы он присоединился к постановке в качестве сценариста.
Съёмочный период длился двенадцать недель зимой 1981 года и проходил недалеко от Брокен-Хилла, Новый Южный Уэльс.

## Критика
Фильм получил в основном положительные отзывы критиков и неоднократно был отмечен как один из лучших фильмов 1981 года.
Кинокритик Роджер Эберт из Chicago Sun-Times дал фильму 3,5 звезды из 4 и назвал его «одним из самых безжалостно агрессивных фильмов, когда-либо созданных». Хотя Эберт отметил, что фильм не развивает «видение жестокого мира будущего» и использует только «самую основу сюжета». Винсент Кэнби из The New York Times писал: «Никогда ещё фильм, показывающий мир после ядерной войны, не казался таким пустынным, жестоким и таким насыщенным, а иногда и таким забавным. Это экстравагантный фильм-фэнтези, похожий на оживший садомазохистский комикс».

## Награды
- 1982 — премии Австралийского Киноинститута[англ.] за лучшие костюмы, лучший звук, сценарий, режиссуру и работу художника-постановщика
- 1982 — Гран-при Международного кинофестиваля фантастического кино в Авориазе
- «Сатурн» 1983 год
  - Победитель (1)
    - «Лучший фильм на иностранном языке»

  - Номинации (5)
    - «Лучший режиссёр» (Джордж Миллер)
    - «Лучший актёр» (Мэл Гибсон)
    - «Лучший актёр второго плана» (Брюс Спенс)
    - «Лучший сценарий»
    - «Лучшие костюмы»